# Aragoniens krone
Aragoniens krone (aragonsk: Corona d'Aragón, catalansk: Corona d'Aragó, spansk: Corona de Aragón) var et konfødereret, sammensat monarki, hvor en konge herskede med en personal og dynastisk union over kongeriget Aragonien og grevskabet Barcelona. På sit højeste i det 14. og 15. århundrede var Aragoniens krone et thalassokrati, der kontrollerede en stor del af det, der i dag er det østlige Spanien, dele af det sydlige Frankrig og et middelhavsrige, som blandt andet omfattede de Baleariske øer, Sicilien, Korsika, Sardinien, Malta, Syditalien (fra 1442) og dele af Grækenland (indtil 1388). Kronens forskellige riger var ikke forenet politisk med undtagelse af på kongens niveau, hvor kongen herskede over hver autonom entitet ifølge dens egne love, indkrævede skatter under hver sin skattestruktur, og håndterede hver lovgivende Corts forskelligt. Af denne grund bliver det i dag ofte beskrevet at rigerne under Aragoniens krone (hovedsageligt kongeriget Aragonien, fyrstendømmet Catalonien og kongeriget Valencia) i højere grad fungerede som en konføderation end som et enkelt kongerige. Af samme grund skal Aragoniens krone ikke forveksles med kongeriget Aragonien, et af unionens medlemmer, hvorfra den har sit navn.
I 1469 indførte de katolske monarker en ny dynastisk union af Aragoniens krone og Castiliens krone, hvorved de sluttede sig sammen i det som ville blive til kongeriget Spanien under Filip 2.. Kronen eksisterede frem til den blev afskaffet i Nueva Planta-dekreterne udsendt af Filip 5. i 1716 som konsekvens af ærkehertug Karls (som Karl 3. af Aragonien) nederlag i Den spanske arvefølgekrig.

## Kontekst
Forment var Aragoniens krones politiske centrum Zaragoza, hvor monarkerne blev kronet i La Seo. De facto var hovedstaden og det kulturelle, administrative og økonomiske centrum dog Barcelona, fulgt af Valencia. En fjerde vigtig by, og havn, var Palma på Mallorca.
Aragoniens krone kom med tiden til at omfatte kongeriget Aragonien, fyrstendømmet Catalonien (frem til det 12. århundrede under navnet grevskabet Barcelona), kongeriget Valencia, kongeriget Mallorca, kongeriget Sicilien, Malta, kongeriget Napoli og kongeriget Sardinien. I korte perioder kontrollerede Aragoniens krone også Montpellier, Provence, Korsika og de to græske hertugdømmer hertugdømmet Athen og hertugdømmet Neopatras. Riget blev aldrig i samtidig litteratur omtalt som et "rige", men blev blot betragtet som en dynastisk union af autonome kongeriger.
De lande, der i dag kendes som Spanien og Portugal, gennemgik i Middelalderen efter 722 en turbulent tid kaldet Reconquistaen (spansk for "generobringen"), hvor de nordlige kritsne kongeriger kæmpede mod de islamiske taifa småkongeriger i syd.
I den sene middelalder stødte Aragoniens krones udvidelse sydpå sammen med den castilianske udvidelse østpå i regionen Murcia. Efter dette vendte Aragoniens krone sit fokus mod Middelhavet, hvor det med tiden lykkedes at udvide kronens territorium til at nå både Grækenland og Barbareskstaterne. Lejesoldater fra kronens territorier, kendt som almogàvers, deltog i oprettelsen af dette "middelhavsrige".
Aragoniens krone var på sit højeste en af Europas stormagter, med evnen til at sætte regler for hele Middelhavet (som eksempel er Llibre del Consolat del Mar, skrevet på catalansk, en af verdens ældste samlinger af havret).

## Vimpel
Aragoniens krones våbenskjold stammer fra de lignende våbenskjold tilhørende greverne af Barcelona og kongerne af Aragonien. Vimplen blev udelukkende brug af kronens monarker, hovedsageligt til at udtrykke deres suverænitet. Jakob 3. af Mallorca, en vasal under kongeriget Aragonien, anvendte et våbenskjold med fire striber, som kan ses på illustrationerne i Leges palatinae.

## Sammensætning
Kronen bestod af de følgende stater (som i dag er dele af de moderne lande Spanien, Frankrig, Italien, Grækenland, Malta og Andorra).
| Navn                         | Typr                          | Noter | Tidligste annektering |
| ---------------------------- | ----------------------------- | --- | --------------------- |
| Andorra                      | Diarki                        | Kortvarigt annekteret af Aragonien i 1396 og igen i 1512 | 1396                  |
| Aragonien                    | Kongerige                     | Forenet med grevskabet Barcelona i 1162, hvorved kronen blev dannet | 1162                  |
| Athen                        | Hertugdømme                   | Arvet gennem kongeriget Sicilien i 1381; tabt i 1388 | 1381                  |
| Barcelona, senere Catalonien | Grevskab, senere fyrstendømme | Forenet med Aragonien i 1162, hvorved kronen blev dannet. Mellem det 12. og 14. århundrede udviklede det fælles institutioner og lovgivning med resten af de catalanske grevskaber, hvilket skabte fyrstendømmet Catalonien.                                            | 1162                  |
| Gévaudan                     | Grevskab                      | Arvet i 1166 af Alfonso 2.; tabt i 1307 | 1166                  |
| Mallorca                     | Kongerige                     | Etableret i af Jakob 1. i 1231, sammen med Roussillon og Montpellier, som en del af kronen | 1231                  |
| Napoli                       | Kongerige                     | Overtaget fra Capet-dynastiet af Alfonso 5. i 1442; kortvarigt uafhængigt, igen krævet af den franske konge Ludvig 13., derefter generobret af Spanien i den italienske krig (1499–1504); permanent tabt i 1714 efter den spanske arvefølgekrig                         | 1442                  |
| Neopatria                    | Hertugdømme                   | Arvet gennem kongeriget Sicilien i 1381; tabt i 1390 | 1381                  |
| Provence                     | Grevskab                      | Arvet sammen med grevskabet Barcelona i 1162 | 1162                  |
| Sardinien                    | Kongeriget                    | I 1297 oprettede Pave Bonifatius 8. kongeriget ex novo og tildelte det til den aragonesiske konge Jakob 2., hvorved han samtidig ignorerede de allerede eksisterende, indfødtes stater; Aragonien påbegyndte først erobring af øen i 1324. Kongeriget blev tabt i 1714. | 1297                  |
| Sicilien                     | Kongerige                     | Hersket over som et uafhængigt kongerige af familiemedlemmer eller relaterede medlemmer af det aragoniske dynasty fra 1282 til 1409; blev derefter permanent tilføjet til kronen; tabt i 1713                                                                           | 1282                  |
| Valencia                     | Kongerige                     | Etableret i 1238 som en del af kronen, efter erobringen af den mauriske taifa | 1238                  |